# DFB-Pokal 1991-1992
La coppa di Germania 1991/92 fu l'edizione del torneo numero 49, la prima in cui tornarono a partecipare le formazioni della Germania Est dopo la Tschammerpokal 1943, questo a seguito della riunificazione. Per questo motivo parteciparono 88 squadre e venne aggiunta un'altra fase alla competizione, le qualificazioni per le squadre dalla regione Nord-Est (ex Germania Est). Si disputò tra il 1º agosto 1991 e il 23 maggio 1992.

## Primo turno di qualificazione NOFV[2]
| Squadra 1                    | Risultato | Squadra 2                   |
| ---------------------------- | --------- | --------------------------- |
| 01.06.1991                   |           |                             |
| Chemie Guben                 | -         | PSV Schwerin                |
| Motor Eberswalde             | 5 - 1     | Stahl Hennigsdorf           |
| Rot-Weiss Prenzlau           | 2 - 8     | Bergmann-Borsig             |
| Viktoria Francoforte         | 4 - 2     | Spindlersfeld               |
| Hoyerswerda                  | 2 - 1     | Lok Altmark Stendal         |
| Bischofswerdaer              | -         | Hafen Rostock               |
| Greifswalder                 | 3 - 1     | Post Telekom Neubrandenburg |
| Template:Calcio Riesaer SV   | 5 - 1     | Anhalt Dessau               |
| Wismut Aue                   | 3 - 0     | Markkleeberg                |
| Soemtron Sömmerda            | 1 - 2     | Wismut Gera                 |
| Kali Werra Tiefenort         | 1 - 6     | Weimar                      |
| Bornaer SV                   | 1 - 4     | Stahl Thale                 |
| Energie Cottbus              | 0 - 2     | Wacker Nordhausen           |
| Germania Ilmenau             | -         | Chemnitzer SV 1951 Heckert  |
| Meißen                       | -         | 1. Suhler SV                |
| Glückauf Brieske-Senftenberg | -         |                             |

## Secondo turno di qualificazione NOFV
| Squadra 1                  | Risultato       | Squadra 2                    |
| -------------------------- | --------------- | ---------------------------- |
| 09.06.1991                 |                 |                              |
| Bergmann-Borsig            | 3 - 1           | Wismut Gera                  |
| Motor Eberswalde           | 1 - 1 (3-4 dcr) | Hoyerswerda                  |
| Stahl Thale                | 2 - 2 (4-5 dcr) | Greifswalder                 |
| Wismut Aue                 | 2 - 1           | Glückauf Brieske-Senftenberg |
| Chemie Guben               | 4 - 3           | Bischofswerdaer              |
| Chemnitzer SV 1951 Heckert | 0 - 1           | 1. Suhler SV                 |
| Riesaer SV                 | 3 - 1           | Weimar                       |
| Wacker Nordhausen          | -               | Viktoria Francoforte         |

## Terzo turno di qualificazione NOFV
| Squadra 1         | Risultato       | Squadra 2       |
| ----------------- | --------------- | --------------- |
| 16.06.1991        |                 |                 |
| Wismut Aue        | 4 - 2           | Hoyerswerda     |
| Wacker Nordhausen | 2 - 3           | Bergmann-Borsig |
| Chemie Guben      | 4 - 2           | 1. Suhler SV    |
| Greifswalder      | 3 - 3 (5-3 dcr) | Riesaer SV      |

## Turno extra di qualificazione
| Squadra 1  | Risultato       | Squadra 2 |
| ---------- | --------------- | --------- |
| 15.07.1991 |                 |           |
| Lohberg    | 0 - 0 (4-5 dcr) | Remscheid |

## Primo turno
| Squadra 1            | Risultato       | Squadra 2                    |
| -------------------- | --------------- | ---------------------------- |
| 27.07.1991           |                 |                              |
| Viktoria Herxheim    | 2 - 3 (dts)     | St. Pauli                    |
| Wismut Aue           | 2 - 4 (dts)     | VfB Lipsia                   |
| Lok Cottbus          | 0 - 3           | Oldenburg                    |
| Schweinfurt 05       | 1 - 6           | Waldhof Mannheim             |
| Jülich               | 2 - 1           | Hertha Berlino               |
| Arminia Bielefeld    | 1 - 0           | Magonza                      |
| Karlsruhe II         | 1 - 0           | Meppen                       |
| Greifswalder         | 2 - 2 (3-2 dcr) | Stahl Brandeburgo            |
| Fürth                | 1 - 0           | Carl Zeiss Jena              |
| Kahla                | 1 - 4           | Rot-Weiß Erfurt              |
| Weiden               | 1 - 2 (dts)     | Darmstadt                    |
| Unterhaching         | 0 - 0 (1-3 dcr) | Bayer Uerdingen              |
| Marathon             | 0 - 7           | Hannover 96                  |
| Neukirchen           | 1 - 3           | Hallescher                   |
| Freiburger           | 3 - 1           | Chemnitz                     |
| BFC Dynamo           | 0 - 2           | Friburgo                     |
| Wirges               | 1 - 6           | Homburg                      |
| Blau-Weiss Parchim   | 1 - 0           | Eisenhüttenstädter Stahl     |
| Zschopau             | 2 - 3 (dts)     | Rot-Weiss Hasborn-Dautweiler |
| 28.07.1991           |                 |                              |
| Preußen Münster      | 1 - 2           | Osnabrück                    |
| Borussia Dortmund II | 2 - 5           | Saarbrücken                  |
| Ludwigsburg          | 3 - 2           | Eintracht Braunschweig       |
| Türkiyemspor Berlino | 2 - 1           | Blau-Weiß Berlin             |
| Bremer SV            | 0 - 7           | Fortuna Colonia              |

## Secondo turno
| Squadra 1                    | Risultato       | Squadra 2                |
| ---------------------------- | --------------- | ------------------------ |
| 16.08.1991                   |                 |                          |
| Greifswalder                 | 0 - 2           | Dinamo Dresda            |
| Werder Brema II              | 1 - 5           | Stoccarda                |
| Borussia M'gladbach          | 2 - 0           | Wattenscheid 09          |
| 17.08.1991                   |                 |                          |
| Duisburg                     | 0 - 2 (dts)     | Kaiserslautern           |
| Bayern Monaco                | 2 - 4 (dts)     | Homburg                  |
| Hansa Rostock                | 3 - 1           | Darmstadt                |
| Fortuna Düsseldorf           | 2 - 1           | St. Pauli                |
| Bochum                       | 2 - 3           | Hannover 96              |
| Rot-Weiß Erfurt              | 2 - 1           | Schalke 04               |
| Arminia Bielefeld            | 0 - 2           | Borussia Dortmund        |
| Havelse                      | 1 - 1 (4-2 dcr) | Norimberga               |
| Ludwigsburg                  | 1 - 6           | Eintracht Francoforte    |
| Amburgo II                   | 1 - 0           | Hallescher               |
| Blau-Gelb Berlin             | 0 - 5           | VfB Lipsia               |
| Holstein Kiel                | 1 - 2           | Bayer Uerdingen          |
| Bergmann-Borsig              | 2 - 1           | Friburgo                 |
| Brakel                       | 0 - 3           | Fortuna Colonia          |
| Fürth                        | 0 - 3           | Waldhof Mannheim         |
| Rot-Weiss Hasborn-Dautweiler | 1 - 1 (5-4 dcr) | Osnabrück                |
| Backnang                     | 1 - 3           | 1. Suhler SV             |
| Freiburger                   | 3 - 2           | Karlsruhe II             |
| Wolfsburg                    | 4 - 3 (dts)     | Vikt. Aschaffenburg      |
| Viktoria Colonia             | 2 - 0           | Blau-Weiss Parchim       |
| Reutlingen                   | 4 - 1           | Krähenwinkel/Kaltenweide |
| Wernigeröder SV              | 0 - 4           | Colonia                  |
| Werder Brema                 | 3 - 1           | Amburgo                  |
| 18.08.1991                   |                 |                          |
| Rot-Weiss Essen              | 0 - 2           | Karlsruhe                |
| Türkiyemspor Berlino         | 0 - 4           | Kickers Stoccarda        |
| Remscheid                    | 2 - 0           | Oldenburg                |
| Bamberg                      | 4 - 1           | Saarbrücken              |
| Arminia Hannover             | 1 - 5           | Jülich                   |
| Eintracht Treviri            | 0 - 2           | Bayer Leverkusen         |

## Terzo turno
| Squadra 1             | Risultato       | Squadra 2                    |
| --------------------- | --------------- | ---------------------------- |
| 03.09.1991            |                 |                              |
| Kickers Stoccarda     | 3 - 1 (dts)     | VfB Lipsia                   |
| 1. Suhler SV          | 0 - 5           | Dinamo Dresda                |
| Remscheid             | 1 - 3           | Bayer Uerdingen              |
| Fortuna Düsseldorf    | 1 - 3           | Werder Brema                 |
| Bayer Leverkusen      | 2 - 0           | Colonia                      |
| Borussia Dortmund     | 2 - 3           | Hannover 96                  |
| Homburg               | 1 - 3 (dts)     | Kaiserslautern               |
| Eintracht Francoforte | 0 - 1           | Karlsruhe                    |
| 04.09.1991            |                 |                              |
| Wolfsburg             | 1 - 3           | Stoccarda                    |
| Reutlingen            | 3 - 1           | Rot-Weiß Erfurt              |
| Freiburger            | 1 - 0           | Rot-Weiss Hasborn-Dautweiler |
| Amburgo II            | 2 - 2 (6-5 dcr) | Bergmann-Borsig              |
| Bamberg               | 4 - 0           | Havelse                      |
| Jülich                | 0 - 1           | Borussia M'gladbach          |
| Fortuna Colonia       | 5 - 3 (dts)     | Hansa Rostock                |
| 11.09.1991            |                 |                              |
| Viktoria Colonia      | 1 - 0           | Waldhof Mannheim             |

## Ottavi di finale
| Squadra 1           | Risultato   | Squadra 2         |
| ------------------- | ----------- | ----------------- |
| 24.09.1991          |             |                   |
| Amburgo II          | 0 - 1       | Karlsruhe         |
| Reutlingen          | 2 - 3 (dts) | Bayer Leverkusen  |
| Werder Brema        | 4 - 1       | Dinamo Dresda     |
| Borussia M'gladbach | 2 - 0       | Fortuna Colonia   |
| Hannover 96         | 1 - 0       | Bayer Uerdingen   |
| 25.09.1991          |             |                   |
| Viktoria Colonia    | 1 - 2 (dts) | Kickers Stoccarda |
| Freiburger          | 1 - 6       | Stoccarda         |
| Bamberg             | 0 - 1       | Kaiserslautern    |

## Quarti di finale
| Squadra 1           | Risultato   | Squadra 2         |
| ------------------- | ----------- | ----------------- |
| 29.10.1991          |             |                   |
| Borussia M'gladbach | 2 - 0       | Kickers Stoccarda |
| 30.10.1991          |             |                   |
| Bayer Leverkusen    | 1 - 0 (dts) | Stoccarda         |
| Hannover 96         | 1 - 0       | Karlsruhe         |
| 03.12.1991          |             |                   |
| Werder Brema        | 2 - 0       | Kaiserslautern    |

## Semifinali
| Squadra 1           | Risultato       | Squadra 2        |
| ------------------- | --------------- | ---------------- |
| 07.04.1992          |                 |                  |
| Borussia M'gladbach | 2 - 2 (2-0 dcr) | Bayer Leverkusen |
| 08.04.1992          |                 |                  |
| Hannover 96         | 1 - 1 (6-5 dcr) | Werder Brema     |

## Finale
| Squadra 1           | Risultato       | Squadra 2   |
| ------------------- | --------------- | ----------- |
| 23.05.1992          |                 |             |
| Borussia M'gladbach | 0 - 0 (3-4 dcr) | Hannover 96 |

| Arbitro: | Bernd Heynemann (Magdeburgo) |

|                                       |                      |                                               |
| Kastenmaier Criens Pflipsen Fach Neun | Tiri di rigore 3 – 4 | Đelmaš Wójcicki Freund Kretzschmar Schjønberg |

| BORUSSIA VFL 1900 MÖNCHENGLADBACH: |    |                       |             |     |
|                                    |    |                       |             |     |
| GK                                 | 1  | Uwe Kamps             |             |     |
| SW                                 |    | Holger Fach           |             |     |
| DF                                 |    | Thomas Huschbeck      |             | 46’ |
| DF                                 | 3  | Michael Klinkert      |             |     |
| DF                                 | 19 | Thomas Kastenmaier    | Ammonizione |     |
| MF                                 | 7  | Karlheinz Pflipsen    |             |     |
| MF                                 | 20 | Christian Hochstätter | Ammonizione |     |
| MF                                 | 13 | Martin Schneider      |             |     |
| MF                                 |    | Jörg Neun             |             |     |
| FW                                 |    | Martin Max            |             | 76’ |
| FW                                 |    | Hans-Jörg Criens (c)  |             |     |
| Sostituti:                         |    |                       |             |     |
| DF                                 | 18 | Martin Stadler        |             | 46’ |
| FW                                 | 9  | Martin Dahlin         |             | 76’ |
| Allenatore:                        |    |                       |             |     |
| Jürgen Gelsdorf                    |    |                       |             |     |

| HANNOVERSCHER SV VON 1896: |   |                        |             |      |
|                            |   |                        |             |      |
| GK                         | 1 | Jörg Sievers           |             |      |
| SW                         |   | Roman Wójcicki         |             |      |
| DF                         |   | Jörg-Uwe Klütz         | Ammonizione |      |
| DF                         |   | Axel Sundermann        |             |      |
| DF                         |   | Bernd Heemsoth         |             | 119’ |
| MF                         |   | Jörg Kretzschmar       |             |      |
| MF                         |   | Karsten Sundermann (c) |             |      |
| MF                         |   | Oliver Freund          |             |      |
| MF                         |   | Michael Schjønberg     |             |      |
| FW                         |   | Michael Koch           |             | 68’  |
| FW                         |   | Miloš Đelmaš           | Ammonizione |      |
| Sostituti:                 |   |                        |             |      |
| DF                         |   | Mathias Kuhlmey        |             | 119’ |
| FW                         |   | Uwe Jursch             |             | 68’  |
| Allenatore:                |   |                        |             |      |
| Michael Lorkowski          |   |                        |             |      |

Hannover 96
(1º successo)